# Północ już była
Północ już była, także Północ już była, gdy się zjawiła – polska pastorałka, kolęda wykonywana w okresie świąt Bożego Narodzenia.

## Tekst i melodia
Tekst anonimowego autorstwa znajduje się zarówno w Kantyczkach karmelitańskich, rękopisie z XVIII w., pochodzącym z krakowskiego klasztoru karmelitanek, jak i w Kantyczkach Szlichtyna z 1767 roku. Melodię, różną od obecnie popularnej, opublikował w Pastorałkach i kolędach w 1843 roku ks. Michał Marcin Mioduszewski. Pastorałka znalazła się również w wydanym na Górnym Śląsku w 1904 roku przez Karola Miarkę zbiorze Kantyczek.
Podczas wojny polsko-ukraińskiej 1918–1919 w oparciu o Północ już była powstała kolęda patriotyczna opisująca obronę Lwowa przez Orlęta Lwowskie.
Opracowanie pastorałki Północ już była zawarł w swym zbiorze Dwadzieścia kolęd Witold Lutosławski.

## Wykonania
Pastorałka znajduje się w repertuarze polskich wokalistów, którzy wydali ją na swoich albumach z muzyką świąteczną.
| Wykonawca                                                  | Album                                                | Rok  | Nośnik |
| ---------------------------------------------------------- | ---------------------------------------------------- | ---- | ------ |
| In Tune                                                    | Christmas                                            | 1987 | LP     |
| Pospieszalscy                                              | Kolędy Pospieszalskich                               | 1993 | CD     |
| Michał Bajor                                               | W dzień Bożego Narodzenia                            | 1999 | CD     |
| Pectus                                                     | Kolędy przy kominie                                  | 2000 | CD     |
| Cantores Minores Wratislavienses                           | Tradycyjne wykonanie najpiękniejszych polskich kolęd | 2009 | CD     |
| Chór Męski „Cantilena”                                     | Najpiękniejsze kolędy polskie                        | 2012 | CD     |
| Bernard Ładysz, Leokadia Rymkiewicz-Ładysz, Chór „Harfa”   | Kolędy w dzień Bożego Narodzenia                     | 2012 | CD     |
| Jan Paweł II                                               | Kolędy                                               | 2013 | CD     |
| Krystyna Szostek-Radkowa, Andrzej Hiolski, Jerzy Witkowski | 20 najpiękniejszych kolęd polskich                   | 2013 | CD     |
| Piotr Majerczyk Tyrlity, Majeranki                         | Kolędy i pastorałki                                  | 2013 | MP3    |
| Polska Filharmonia Kameralna Sopot, Joanna Knitter         | The Sound Of Christmas                               | 2016 | MP3    |
| Joachim Sevenitz, Marta Król, Paweł Tomaszewski Group      | Z tysiąca i jednej nocy wigilijnych                  | 2019 | MP3    |
| Bożena Wagner, Dorota Brolik-Bekrycht                      | Zaśpiewajmy mu piosneczkę                            | 2020 | CD     |
| Balthasar-Neumann-Chor, Thomas Hengelbrock                 | Christmas in Europe                                  | 2020 | MP3    |
| Chłopięco-Męski Poznański Chór Katedralny                  | Zaśpiewajmy Mu wesoło                                | 2021 | MP3    |